# +1 (فلم)
+1 (بالإنجليزية: +1) هو فلم رعب خيال علمي أمريكي صدر عام 2013، من إخراج دينيس إيلياديس وبطولة أشلي هينشو وريس ويكفيلد وناتالي هال. تدور أحداث الفلم حول أربعة طلاب جامعيين، ديفيد وغيل وتيدي وأليسون، يحضرون حفلة. يعود زمن الحفلة إلى الماضي بساعة، وتتواجد نسخ مكررة من كل شخص في الحفلة يفعل ما كان يفعله قبل ساعة. تدور أحداث الفلم حول تصرفات الشخصيات الغريبة.

## الممثلون
- ريس ويكفيلد في دور ديفيد
- أشلي هينشو في دور غيل
- ناتالي هال بدور ميلاني
- لوغان ميلر في دور تيدي
- رودا جريفيس بدور السيدة هوارد
- بريا أند كريسي في دور كيتي

## روابط خارجية
- +1 على موقع IMDb (الإنجليزية)
- +1 على موقع ميتاكريتيك (الإنجليزية)
- +1 على موقع روتن توميتوز (الإنجليزية)
- +1 على موقع أول موفي (الإنجليزية)
- +1 على موقع فيلمافينيتي (الإسبانية)
- +1 على موقع قاعدة بيانات الفيلم (الإنجليزية)
- +1 على موقع ليتربوكسد (الإنجليزية)
- +1 على موقع كينوبويسك (الروسية)